# Organización territorial de Uruguay
La República Oriental del Uruguay está subdividida en departamentos que están gobernados por un intendente, elegido por sufragio universal por un período de cinco años, y por una Junta Departamental de 31 miembros (ediles),  poder legislativo departamental. Los territorios de los departamentos se subdividen en municipios, un tercer nivel de gobierno presidido por un alcalde y cuatro concejales.

## División política

### División por departamentos
Uruguay se encuentra dividido políticamente en 19 departamentos los cuales son:
| Mapa político del Uruguay |
| --- |
| Artigas Salto Paysandú Rivera Tacuarembó Cerro Largo Treinta y Tres Soriano Durazno Río Negro Colonia Flores Florida Lavalleja Rocha Canelones Maldonado Montevideo San · José Río de la Plata Océano Atlántico Argentina Brasil |

| Departamento   | Capital                | Código ISO | Área (km²) | Población (2023) | Densidad (hab./km²) |
| -------------- | ---------------------- | ---------- | ---------- | ---------------- | ------------------- |
| Artigas        | Artigas                | UY-AR      | 11 928     | 77 488           | 6,50                |
| Canelones      | Canelones              | UY-CA      | 4536       | 608 960          | 134,25              |
| Cerro Largo    | Melo                   | UY-CL      | 13 648     | 91 021           | 6,67                |
| Colonia        | Colonia del Sacramento | UY-CO      | 6106       | 135 797          | 22,24               |
| Durazno        | Durazno                | UY-DU      | 11 643     | 62 010           | 5,33                |
| Flores         | Trinidad               | UY-FS      | 5144       | 26 271           | 5,11                |
| Florida        | Florida                | UY-FD      | 10 417     | 70 324           | 6,75                |
| Lavalleja      | Minas                  | UY-LA      | 10 016     | 59 173           | 5,91                |
| Maldonado      | Maldonado              | UY-MA      | 4793       | 212 954          | 44,43               |
| Montevideo     | Montevideo             | UY-MO      | 530        | 1 302 950        | 2458                |
| Paysandú       | Paysandú               | UY-PA      | 13 922     | 121 838          | 8,75                |
| Río Negro      | Fray Bentos            | UY-RN      | 9282       | 57 338           | 6,18                |
| Rivera         | Rivera                 | UY-RV      | 9370       | 109 299          | 11,66               |
| Rocha          | Rocha                  | UY-RO      | 10 551     | 80 710           | 7,65                |
| Salto          | Salto                  | UY-SA      | 14 163     | 136 195          | 9,62                |
| San José       | San José de Mayo       | UY-SJ      | 4992       | 119 718          | 23,98               |
| Soriano        | Mercedes               | UY-SO      | 9008       | 83 684           | 9,29                |
| Tacuarembó     | Tacuarembó             | UY-TA      | 15 438     | 96 016           | 6,22                |
| Treinta y Tres | Treinta y Tres         | UY-TT      | 9676       | 47 705           | 4,93                |

### Organización de cada departamento

#### Artigas
Localidades con una población superior a 1000 habitantes, según datos del censo 2011:
| Ciudad/Pueblo   | Población |
| --------------- | --------- |
| Artigas         | 43.567    |
| Bella Unión     | 17.377    |
| Tomás Gomensoro | 2.659     |
| Baltasar Brum   | 2.531     |
| Sequeira        | 1.149     |

Otras localidades con menos de 1000 habitantes son:
| - Franquía (935 hab.) - Cuareim (710 hab.) - Mones Quintela (531 hab.) - Colonia Palma (440 hab.) - Coronado (438 hab.) - Bernabé Rivera (380 hab.) - Cainsa (355 hab.) - Portones de Hierro y Campodónico (323 hab.) | - Paso Campamento (264 hab.) - Javier de Viana (140 hab.) - Diego Lamas (128 hab.) - Topador (124 hab.) - Cuaró (113 hab.) - Paso Farías (38 hab.) - Rincón de Pacheco (27 hab.) |

#### Canelones
| Ciudad/Pueblo             | Población |
| ------------------------- | --------- |
| 18 de mayo                | 21.367    |
| Aguas Corrientes          | 1.047     |
| Atlántida                 | 5.562     |
| Barros Blancos            | 31.650    |
| Casarino                  | 9.295     |
| Canelones                 | 19.865    |
| Ciudad de la Costa        | 112.449   |
| Colonia Nicolich          | 8.811     |
| Empalme Olmos             | 3.978     |
| Estación Atlántida        | 5.562     |
| Estación La Floresta      | 1.222     |
| Joaquín Suárez            | 6.124     |
| Juanicó                   | 1.256     |
| La Floresta               | 1.109     |
| La Paz                    | 20.526    |
| Las Piedras               | 71.268    |
| Las Toscas                | 2.222     |
| Los Cerrillos             | 2.080     |
| Marindia                  | 2.586     |
| Migues                    | 2.180     |
| Montes                    | 1.713     |
| Neptunia                  | 3.554     |
| Pando                     | 25.949    |
| Parque del Plata          | 5.900     |
| Paso Carrasco             | 15.028    |
| Pinamar - Pinepark        | 3.608     |
| Progreso                  | 16.244    |
| Fracc. Ruta 74            | 1.414     |
| Salinas                   | 6.574     |
| San Antonio               | 1.434     |
| San Bautista              | 1.880     |
| San Jacinto               | 3.909     |
| San Luis                  | 1.224     |
| San Ramón                 | 6.992     |
| Santa Lucía               | 16.475    |
| Santa Rosa                | 3.660     |
| Sauce                     | 5.797     |
| Soca                      | 1.742     |
| Tala                      | 4.939     |
| Toledo                    | 4.028     |
| Villa Aeroparque          | 4.434     |
| Villa Crespo y San Andrés | 8.756     |
| Villa Felicidad           | 1.238     |
| Villa San José            | 1.407     |

#### Cerro Largo
Localidades con una población superior a 1000 habitantes, según datos del censo 2011:
| Ciudad/Pueblo  | Población |
| -------------- | --------- |
| Melo           | 51 830    |
| Río Branco     | 14 604    |
| Fraile Muerto  | 3 168     |
| Isidoro Noblía | 2 331     |
| Aceguá         | 1 511     |
| Tupambaé       | 1 122     |

Otras localidades con menos de 1000 habitantes son:
| - Barrio López Benítez (522 hab.) - Barrio Hipódromo (505 hab.) - Lago Merín (439 hab.) - Plácido Rosas (415 hab.) - Barrio La Vinchuca (388 hab.) - Arévalo (272 hab.) - Cerro de las Cuentas (263 hab.) - Bañado de Medina (207 hab.) | - Tres Islas (195 hab.) - Arbolito (189 hab.) - Ramón Trigo (150 hab.) - Toledo (132 hab.) - La Pedrera (131 hab.) - Poblado Uruguay (104 hab.) - Quebracho (70 hab.) - Las Cañas (72 hab.) | - Centurión (35 hab.) - Getulio Vargas (28 hab.) - Esperanza (26 hab.) - Arachania (20 hab.) - Nando (13 hab.) - Soto Goro (9 hab.) - Mangrullo (6 hab.) - Ñangapiré (5 hab.) |

#### Colonia
Localidades con una población superior a 1000 habitantes, según datos del censo 2011:
| Ciudad/Pueblo          | Población |
| ---------------------- | --------- |
| Colonia del Sacramento | 26 231    |
| Carmelo                | 18 041    |
| Juan Lacaze            | 12 816    |
| Nueva Helvecia         | 10 630    |
| Rosario                | 10 085    |
| Nueva Palmira          | 9857      |
| Tarariras              | 6632      |
| Florencio Sánchez      | 3716      |
| Ombúes de Lavalle      | 3390      |
| Colonia Valdense       | 3235      |

Otras localidades con menos de 1000 habitantes son:
| - Miguelete (999 hab.) - La Paz (603 hab.) - El Semillero (600 hab.) - Conchillas (401 hab.) - Cufré (353 hab.) - Gil (309 hab.) - Radial Conchillas (294 hab.) - Campana (298 hab.) - Estanzuela (249 hab.) - Cerro Carmelo (222 hab.) - Santa Ana (222 hab.) - Los Pinos (193 hab.) - Caserío El Cerro (168 hab.) - Barker (158 hab.) | - Riachuelo (138 hab.) - Laguna de los Patos (136 hab.) - Minuano (120 hab.) - Arrivillaga (112 hab.) - Britópolis (107 hab.) - La Horqueta (100 hab.) - Juan Carlos Caseros (85 hab.) - Zagarzazú (96 hab.) - Fomento (84 hab.) - Paso Antolín (78 hab.) - Artilleros (73 hab.) - San Pedro (73 hab.) - Colonia Cosmopolita (73 hab.) | - Blancarena (69 hab.) - Puerto Inglés (60 hab.) - Los Cerros de San Juan (60 hab.) - Chico Torino (61 hab.) - El Quintón (56 hab.) - Santa Regina (52 hab.) - Playa Parant (45 hab.) - Brisas del Plata (27 hab.) - Playa Azul (25 hab.) - El Ensueño (19 hab.) - Boca del Rosario (12 hab.) - El Faro (9 hab.) |

#### Durazno
Localidades con una población superior a 1000 habitantes, según datos del censo 2011:
| Ciudad/Pueblo    | Población |
| ---------------- | --------- |
| Durazno          | 34.372    |
| Sarandí del Yi   | 7.176     |
| Carmen           | 2.692     |
| La Paloma        | 1.443     |
| Centenario       | 1.136     |
| Santa Bernardina | 1.094     |
| Blanquillo       | 1.084     |

Otras localidades con menos de 1000 habitantes son:
| - Carlos Reyles (976 hab.) - San Jorge (502 hab.) - Baygorria (161 hab.) - Ombúes de Oribe (89 hab.) - Aguas Buenas (86 hab.) | - Feliciano (77 hab.) - Rossell y Rius (72 hab) - Pueblo de Álvarez (29 hab.) - Las Palmas (24 hab.) |

#### Flores
Localidades con una población superior a 1000 habitantes, según datos del censo 2011:
| Ciudad/Pueblo | Población |
| ------------- | --------- |
| Trinidad      | 21.429    |

Otras localidades con menos de 1000 habitantes son:
| - Ismael Cortinas (918 hab.) - Andresito (261 hab.) - La Casilla (181 hab.) - Juan José Castro (97 hab.) - Cerro Colorado (96 hab.) |

#### Florida
Localidades con una población superior a 1000 habitantes, según datos del censo 2011:
| Ciudad/Pueblo                         | Población |
| ------------------------------------- | --------- |
| Florida                               | 33 640    |
| Sarandí Grande                        | 6130      |
| Casupá                                | 2402      |
| Fray Marcos                           | 2398      |
| 25 de Mayo                            | 1852      |
| 25 de Agosto                          | 1849      |
| Alejandro Gallinal (o Cerro Colorado) | 1357      |
| Cardal                                | 1202      |
| Nico Pérez                            | 1030      |

Otras localidades con menos de 1000 habitantes son:
| - Capilla del Sauce (835 hab.) - Mendoza Chico (810 hab.) - La Cruz (747 hab.) - Mendoza (730 hab.) - Chamizo (540 hab.) - Cerro Chato (409 hab.) - Independencia (396 hab.) | - Reboledo (342 hab.) - Goñi (246 hab.) - San Gabriel (172 hab.) - Pintado (Pueblo Barceló) (170 hab) - Berrondo (166 hab.) - Puntas de Maciel (160 hab.) - La Macana (91 hab.) |

#### Lavalleja
Localidades con una población superior a 1000 habitantes, según datos del censo 2011:
| Ciudad/Pueblo         | Población |
| --------------------- | --------- |
| Minas                 | 38 446    |
| José Pedro Varela     | 5118      |
| Solís de Mataojo      | 2825      |
| José Batlle y Ordóñez | 2203      |
| Mariscala             | 1626      |

Otras localidades con menos de 1000 habitantes son:
| - Pirarajá (713 hab.) - Zapicán (553 hab.) - La Coronilla (301 hab.) - Colón (180 hab.) - Villa del Rosario (149 hab.) - Blanes Viale (104 hab.) - Aramendía (96 hab.) | - Villa Serrana (89 hab.) - Polanco Norte (87 hab.) - San Francisco de las Sierras (58 hab.) - 19 de Junio (55 hab.) - Estación Solís (55 hab.) - Gaetán (49 hab.) - Illescas (38 hab.) |

#### Maldonado
Localidades con una población superior a 1000 habitantes, según datos del censo 2011:
| Ciudad/Pueblo          | Población | Municipio      |
| ---------------------- | --------- | -------------- |
| Maldonado              | 62 592    | Maldonado      |
| San Carlos             | 27 471    | San Carlos     |
| Pinares-Las Delicias   | 9 819     | Maldonado      |
| Punta del Este         | 9 277     | Punta del Este |
| Piriápolis             | 8 830     | Piriápolis     |
| Cerro Pelado           | 8 177     | Maldonado      |
| Pan de Azúcar          | 6597      | Pan de Azúcar  |
| San Rafael-El Placer   | 3146      | Punta del Este |
| La Capuera             | 2838      | Piriápolis     |
| Aiguá                  | 2465      | Aiguá          |
| Hipódromo              | 1973      | Maldonado      |
| Balneario Buenos Aires | 1551      | San Carlos     |
| El Tesoro              | 1396      | San Carlos     |
| Playa Grande           | 1031      | Piriápolis     |

Otras localidades con menos de 1000 habitantes son:
| - Gregorio Aznárez (944 hab.) - Punta Ballena (750 hab.) - Gerona (679 hab.) - Playa Hermosa (611 hab.) - Estación Las Flores (397 hab.) - El Chorro (392 hab.) - La Barra (339 hab.) - Cerros Azules (293 hab.) - José Ignacio (292 hab.) - Balneario Solís (288 hab.) - Playa Verde (269 hab.) - Las Flores (241 hab.) | - Ocean Park (234 hab.) - Parque Medina (204 hab.) - Canteras de Marelli (200 hab.) - Garzón (198 hab.) - Punta Negra (178 hab.) - Nueva Carrara (156 hab.) - Manantiales (149 hab.) - Bella Vista (141 hab.) - Sauce de Portezuelo (128 hab.) - Los Talas (124 hab.) - Santa Mónica (111 hab.) - Punta Colorada (92 hab.) | - El Edén (85 hab.) - Ruta 37 y 9 (62 hab.) - Pueblo Solís (61 hab.) - Arenas de José Ignacio (38 hab.) - Chihuahua (37 hab.) - Los Corchos (24 hab.) - Las Cumbres (14 hab.) - El Quijote (10 hab.) - Edén Rock (8 hab.) - Laguna Blanca (6 hab.) - San Vicente (4 hab.) |

#### Montevideo
| Ciudad/Pueblo                                         | Población |
| ----------------------------------------------------- | --------- |
| Montevideo                                            | 1.269.552 |
| Pajas Blancas                                         | 1.976     |
| Santiago Vázquez                                      | 1.482     |
| Abayubá                                               | 924       |
| Montevideo rural (Melilla, Bañados de Carrasco, etc.) | 52.034    |
| Total (2011)                                          | 1.325.968 |

#### Paysandú
Localidades con una población superior a 1000 habitantes, según datos del censo 2011:
| Ciudad/Pueblo       | Población |
| ------------------- | --------- |
| Paysandú            | 76 429    |
| Nuevo Paysandú      | 8578      |
| Guichón             | 5039      |
| Chacras de Paysandú | 3965      |
| Quebracho           | 2853      |
| San Félix           | 1718      |
| Porvenir            | 1159      |
| Tambores            | 1111      |
| Piedras Coloradas   | 1094      |

Otras localidades con menos de 1000 habitantes son:
| - Lorenzo Geyres (774 hab.) - Chapicuy (735 hab.) - Gallinal (700 hab.) - Orgoroso (583 hab.) - Merinos (528 hab.) - Beisso (399 hab.) - Casa Blanca (343 hab.) - Esperanza (340 hab.) - Cerro Chato (333 hab.) - Constancia (331 hab.) - Morató (218 hab.) | - El Eucalipto (197 hab.) - Cañada del Pueblo (186 hab.) - Estación Porvenir (137 hab.) - La Tentación (137 hab.) - Queguayar (135 hab.) - Piedra Sola (122 hab.) - Arbolito (115 hab.) - Piñera (112 hab.) - Zeballos (81 hab.) - Bella Vista (50 hab.) | - Villa María (Tiatucurá) (49 hab.) - Soto (43 hab.) - Puntas de Arroyo Negro (42 hab.) - Termas del Guaviyú (38 hab.) - Araújo (34 hab.) - Federación (20 hab.) - Cuchilla de Buricayupí (14 hab.) - Cuchilla de Fuego (11 hab.) - Termas de Almirón (6 hab.) - Poblado Alonso (1 hab.) |

#### Río Negro
Localidades con una población superior a 1000 habitantes, según datos del censo 2011:
| Ciudad/Pueblo | Población |
| ------------- | --------- |
| Fray Bentos   | 24 406    |
| Young         | 16 756    |
| Nuevo Berlín  | 2 450     |
| San Javier    | 1 781     |

Otras localidades con menos de 1000 habitantes son:
- Algorta (779 hab.)
- Barrio Anglo (785 hab.)
- Grecco (598 hab.)
- General Borges (362 hab.)
- Paso de los Mellizos (312 hab.)
- Bellaco (283 hab.)
- Los Arrayanes (248 hab.)
- Sarandí de Navarro (239 hab.)
- Las Cañas (177 hab.)
- Tres Quintas (149 hab.)
- Villa María (132 hab.)
- El Ombú (53 hab.)
- Menafra (39 hab.)
- Gartental (s/d)
- Colonia Ofir (s/d)

#### Rivera
Localidades con una población superior a 1000 habitantes, según datos del censo 2011:
| Ciudad/Pueblo     | Población |
| ----------------- | --------- |
| Rivera            | 78 900    |
| Tranqueras        | 7235      |
| Minas de Corrales | 3788      |
| Vichadero         | 3698      |

Otras localidades con menos de 1000 habitantes son:
| - Las Flores (359 hab.) - La Puente (321 hab.) - Paso Hospital (295 hab.) - Lagos del Norte (291 hab.) | - Masoller (240 hab.) - Moirones (211 hab.) - Cerro Pelado (128 hab.) - Cerrillada (111 hab.) | - Paso Ataques (107 hab.) - Arroyo Blanco (97 hab.) - Cerros de la Calera (88 hab.) - Amarillo (20 hab.) |

#### Rocha
Localidades con una población superior a 1000 habitantes, según datos del censo 2011:
| Ciudad/Pueblo        | Población |
| -------------------- | --------- |
| Rocha                | 25 422    |
| Chuy                 | 9675      |
| Lascano              | 7645      |
| Castillos            | 7541      |
| La Paloma            | 3495      |
| Cebollatí            | 1609      |
| La Aguada-Costa Azul | 1090      |
| Velázquez            | 1022      |

Otras localidades con menos de 1000 habitantes son:
| - 18 de Julio (977 hab.) - Punta del Diablo (823 hab.) - San Luis al Medio (898 hab.) - La Coronilla (510 hab.) | - Puimayen (505 hab.) - Capacho (457 hab.) - Aguas Dulces (417 hab.) - Barra del Chuy (370 hab.) | - Barra de Valizas (330 hab.) - Arachania (377 hab.) - La Pedrera (225 hab.) - 19 de abril (205 hab.) | - Barrio Pereira (186 hab.) - Cabo Polonio (95 hab.) - Punta Rubia y Santa Isabel de la Pedrera (94 hab.) - Barrio Torres (83 hab.) | - La Esmeralda (57 hab.) - Puente Valizas (32 hab.) - La Riviera (30 hab.) - Puerto de los Botes (21 hab.) | - Parallé (16 hab.) - Palmares de la Coronilla (10 hab.) - Pueblo Nuevo (10 hab.) - Oceanía del Polonio (7 hab.) | - San Antonio (6 hab.) - Tajamares de la Pedrera (2 hab.) |

#### Salto
Localidades con una población superior a 1000 habitantes, según datos del censo 2011:
| Ciudad/Pueblo | Población |
| ------------- | --------- |
| Salto         | 104 028   |
| Constitución  | 2762      |
| Belén         | 1926      |

Otras localidades con menos de 1000 habitantes son:
| - San Antonio (877 hab.) - Colonia 18 de Julio (750 hab.) - Migliaro (733 hab.) - Rincón de Valentín (481 hab.) - Albisu (544 hab.) - Colonia Itapebí (460 hab.) - Biassini (345 hab.) - Termas del Daymán (356 hab.) - Garibaldi (354 hab.) - Fernández (305 hab.) - Chacras de Belén (296 hab.) | - Saucedo (270 hab.) - Lluveras (223 hab.) - Campo de Todos (212 hab.) - Sarandí del Arapey (210 hab.) - Termas del Arapey (184 hab.) - Puntas de Valentín (171 hab.) - Cerro de Vera (160 hab.) - Arenitas Blancas (155 hab.) - Olivera (145 hab.) - Cuchilla de Guaviyú (138 hab.) - Las Flores (124 hab.) | - Laureles (120 hab.) - Guaviyú de Arapey (101 hab.) - Palomas (88 hab.) - Paso Cementerio (88 hab.) - Celeste (83 hab.) - Quintana (67 hab.) - Arerunguá (64 hab.) - Paso del Parque del Daymán (54 hab.) - Cayetano (39 hab.) - Russo (30 hab.) |

#### San José
Localidades con una población superior a 1000 habitantes, según datos del censo 2011:
| Ciudad/Pueblo    | Población |
| ---------------- | --------- |
| San José de Mayo | 36 747    |
| Ciudad del Plata | 31 146    |
| Libertad         | 10 166    |
| Rodríguez        | 2604      |
| Ecilda Paullier  | 2585      |
| Puntas de Valdez | 1491      |
| Rafael Perazza   | 1277      |

Otras localidades con menos de 1000 habitantes son:
| - Ituzaingó (771 hab.) - Raigón (738 hab.) - Villa María (620 hab.) - Capurro (517 hab.) - 18 de Julio-Pueblo Nuevo (469 hab.) - Kiyú-Ordeig (423 hab.) - Mal Abrigo (344 hab.) - Juan Soler (343 hab.) | - La Radial (250 hab.) - González (222 hab.) - Scavino (183 hab.) - Rincón del Pino (162 hab.) - Cololó (149 hab.) - Costas de Pereira (134 hab.) - Carreta Quemada (99 hab.) - Cerámicas del Sur (93 hab.) | - Mangrullo (81 hab.) - La Boyada (61 hab.) - Cañada Grande/Fabre (59 hab.) - Colonia Delta (41 hab.) - San Gregorio de Carro (35 hab.) - Boca del Cufré (28 hab.) |

#### Soriano
Localidades con una población superior a 1000 habitantes, según datos del censo 2011:
| Ciudad/Pueblo      | Población |
| ------------------ | --------- |
| Mercedes           | 41 975    |
| Dolores            | 17 174    |
| Cardona            | 4600      |
| Palmitas           | 2123      |
| José Enrique Rodó  | 2120      |
| Chacras de Dolores | 1961      |
| Villa Soriano      | 1124      |

Otras localidades con menos de 1000 habitantes son:
| - Santa Catalina (998 hab.) - Egaña (783 hab.) - Agraciada (586 hab.) - Risso (557 hab.) - Sacachispas (456 hab.) - Cañada Nieto (430 hab.) - Palmar (381 hab.) - Palo Solo (170 hab.) | - Castillos (151 hab.) - Perseverano (131 hab.) - La Loma (118 hab.) - Lares (111 hab.) - La Concordia (74 hab.) - El Tala (73 hab.) - J. Jackson (68 hab.) - Colonia Concordia (43 hab.) - Cuchilla del Perdido (36 hab.) |

#### Tacuarembó
Localidades con una población superior a 1000 habitantes, según datos del censo 2011:
| Ciudad/Pueblo           | Población |
| ----------------------- | --------- |
| Tacuarembó              | 54 757    |
| Paso de los Toros       | 12 985    |
| San Gregorio de Polanco | 3415      |
| Villa Ansina            | 2712      |
| Tambores                | 1561      |
| Las Toscas              | 1142      |
| Curtina                 | 1037      |

Otras localidades con menos de 1000 habitantes son:
| - Achar (687 hab.) - Paso Bonilla (510 hab.) - Cuchilla de Caraguatá (Cruz de los Caminos) (463 hab.) - Balneario Iporá (298 hab.) - La Pedrera (240 hab.) - Paso del Cerro (235 hab.) - Cuchilla de Peralta (218 hab.) - Piedra Sola (210 hab.) - Pueblo de Arriba (170 hab) - Clara (160 hab.) - Sauce de Batoví (133 hab.) | - La Hilera (107 hab.) - Punta de Carretera (110 hab.) - Cuchilla del Ombú (87 hab.) - Pueblo de Barro (98 hab.) - Rincón del Bonete (54 hab.) - Chamberlain (52 hab.) - Punta de Cinco Sauces (51 hab.) - Cardozo (42 hab.) - Montevideo Chico (26 hab.) - Rincón de Pereira (23 hab.) - Laureles (19 hab.) |

#### Treinta y Tres
Localidades con una población superior a 1000 habitantes, según datos del censo 2011:
| Ciudad/Pueblo                            | Población |
| ---------------------------------------- | --------- |
| Treinta y Tres                           | 25477     |
| Ejido de Treinta y Tres                  | 6782      |
| Vergara                                  | 3810      |
| Santa Clara de Olimar                    | 2341      |
| Cerro Chato                              | 1694      |
| General Enrique Martínez (La Charqueada) | 1430      |
| Villa Sara                               | 1199      |

Otras localidades con menos de 1000 habitantes son:
| - Estación Rincón (674 hab.) - Arrozal Treinta y Tres (344 hab.) - Isla Patrulla (230 hab.) - Arrocera Zapata (116 hab.) - Valentines (133 hab.) - Mendizábal (82 hab.) - María Albina (68 hab.) - Arrocera San Fernando (72 hab.) | - Arrocera Rincón (62 hab.) - Arrocera Procipa (55 hab.) - El Bellaco (54 hab.) - Arrocera Los Ceibos (49 hab.) - Arrocera Mini (41 hab.) - Arrocera Las Palmas (40 hab.) - Arrocera El Tigre (39 hab.) - Arrocera La Catumbera (34 hab.) | - Arrocera La Querencia (29 hab.) - Arrocera Santa Fé (25 hab.) - Arrocera Los Teros (21 hab.) - Alonso (19 hab.) - Villa Passano (18 hab.) - Puntas del Parao (16 hab.) - Arrocera Bonomo (8 hab.) |

## Gobiernos de los Departamentos
De acuerdo con el artículo 262 de la Constitución de la República, en materia de administración departamental "el Gobierno y Administración de los Departamentos, con excepción de los servicios de seguridad pública, serán ejercidos por una Junta Departamental y un Intendente. Tendrán su sede en la capital de cada departamento e iniciarán sus funciones sesenta días después de su elección."
Además, "el Intendente, con acuerdo de la Junta Departamental, podrá delegar en las autoridades locales el ejercicio de determinados cometidos en sus respectivas circunscripciones territoriales"(...).
"Los Gobiernos Departamentales podrán acordar, entre sí y con el Poder Ejecutivo así como con los Entes Autónomos y los Servicios Descentralizados, la organización y prestación de servicios y actividades propias o comunes, tanto en sus respectivos territorios como en forma regional o interdepartamental."

### Organización
El artículo 263 de la Constitución de la República sostiene que: "Las Juntas Departamentales se compondrán de treinta y un miembros".
Éstos ejercerán en sus cargos por un período de cinco años, lo mismo que los Intendentes que podrán asimismo ser reelectos exigiéndose su renuncia tres meses antes de iniciar la campaña política.
El cargo de Intendente se encuentra sujeto a sufragio universal por parte de quienes se encuentren empadronados en los departamentos donde se está llevando a cabo su elección.

### Competencias departamentales
1. Cumplir y hacer cumplir la Constitución y las Leyes.
2. Promulgar y publicar los decretos sancionados por la Junta Departamental.
3. Preparación de presupuestos con la debida aprobación de la Junta Departamental.
4. Aprobación de impuestos, tasas y contribuciones; fijar los precios por utilización o aprovechamiento de los bienes o servicios departamentales y homologar las tarifas de los servicios públicos a cargo de concesionarios o permisarios.
5. Nombrar a los empleados de su dependencia, corregirlos y suspenderlos. Destituirlos en caso de ineptitud, omisión o delito, con autorización de la Junta Departamental.
6. Presentar proyectos de decretos y resoluciones.
7. Designar los bienes a expropiarse por causa de necesidad o utilidad públicas.
8. Designar miembros de las Juntas Locales.
9. Velar por la salud pública y la instrucción primaria, secundaria, preparatoria, industrial y artística, proponiendo a las autoridades competentes los medios adecuados para su mejoramiento.

### Creación de los departamentos
La primera subdivisión departamental de la Provincia Oriental fue realizada por el Cabildo de Montevideo el 27 de enero de 1816, según consta en la siguiente carta a José Artigas y su respuesta:

Para proceder con algún orden y distinción en el importante objeto de la elección de los Ayuntamientos y Jueces de los pueblos de la campaña, se ha creído y determinado por este Cabildo Gobernador, análogamente a las instrucciones de V. E., dividir esta Provincia en Cantones ó Departamentos, tantos, cuantos son sus Cabildos, en la forma siguiente:

—Primer Departamento, su capital, Extramuros hasta la línea del Peñarol. — [Montevideo]

2. La ciudad de San Fernando de Maldonado cabeza de los pueblos San Carlos, Concepción de Minas, Rocha y Santa Teresa. — [Maldonado]

3. La villa de Santo Domingo de Soriano, de la Capilla de Mercedes y San Salvador.— [Soriano]

4. La villa de Guadalupe, de Pando, Piedras y Santa Lucía. — [Canelones]

5. La villa de San José, de la Florida, y Porongos. — [San José]

6. La Colonia del Sacramento, Vacas, Colla, Víboras y Real de San Carlos. — [Colonia]

Este deslinde ha sido de necesidad circularlo a los pueblos de su comprehension, á fin de no retardar por su falta el nombramiento de los magistrados. Así mismo ha acordado esta Corporación consultar á V. E. si, en concepto de su importancia, localidad y extensión, podría señalarse por cabeza de departamento la villa de Melo creando al efecto un medio Cabildo para su jurisdicción. Correlativamente V. E. por sus conocimientos tendrá á bien discernir cuántos departamentos deben formar los pueblos situados ultra el río Negro, como son Paysandú, el Salto, Betlén hasta la línea de frontera, sobre cuyos particulares espera este Cabildo Gobernador que V. E. se dignara ilustrarle para encaminarse con acierto. Dios guarde á V. E. muchos años. Sala capitular y de gobierno, Montevideo 27 de enero de 1816.

Con fecha 3 de febrero de ese mismo año, aprobó el Ехсmо. señor don José Artigas la predicha fracción de esta Provincia en los departamentos preindicados, y resolvió en orden á la consulta relativa al Cerro Largo, Paysandú, etc., que por su poca población se gobernasen por Jueces sin dependencia de ninguna cabeza de departamento.

De esta forma quedan delimitados ocho departamentos, a los que se suma, el 27 de agosto de 1828 Entre Ríos Yi y Negro que pronto pasaría a llamarse Durazno.
El 18 de julio de 1830 entra en vigencia la primera Constitución de Uruguay, que establece en su art. 1º: 

El Estado Oriental del Uruguay es la asociación política de todos los ciudadanos comprendidos en los nueve departamentos actuales de su territorio.

En el art. 20, al establecer la proporción de diputados por departamento, menciona los nueve nombres: Montevideo, Maldonado, Canelones, San José, Colonia, Soriano, Paysandú, Durazno y Cerro Largo.
El 16 de junio de 1837, por la ley N.º 158 se divide el departamento de Paysandú, que hasta entonces abarcaba todo el norte del río Negro:
- Creación del departamento de Salto. Abarcaba entonces también lo que es hoy el departamento de Artigas.
- Creación del departamento de Tacuarembó. Abarcaba también lo que hoy es el departamento de Rivera.

Por la misma ley es creado el departamento de Minas a partir de territorios de Cerro Largo y Maldonado. Recibirá el nombre de Lavalleja a partir del 26 de diciembre de 1927 por Ley 8.187.
El 10 de julio de 1856 la ley N.º 493 crea el departamento de Florida. 
El 7 de julio de 1880, la ley 1.475 crea dos nuevos departamentos:
Río Negro, desprendiéndolo de Paysandú.
Rocha, desprendiéndolo del de Maldonado.
El 18 de septiembre de 1884, la ley 1.754, sancionada por Santos el día 20 crea:
- El departamento de Treinta y Tres, separando su territorio del de Cerro Largo y Minas[5]
- El departamento de Artigas, sobre territorio que correspondía previamente al departamento de Salto. Se establece como capital la Villa de San Eugenio, que en 1915 pasa a la categoría de ciudad y toma el nombre de Artigas.

La ley 1.757 del 1 de octubre de 1884 crea el departamento de Rivera, sobre territorio que pertenecía a Tacuarembó.
Finalmente, el 30 de diciembre de 1885, la Ley Nro. 1854 crea el departamento de Flores con el territorio que pertenecía a la 3.ª Sección Judicial del departamento de San José.

### Funcionariado
En Uruguay trabajan casi 40 000 personas en la administración departamental y local. Muchos gobiernos departamentales pueden funcionar gracias a las partidas económicas que reciben del gobierno central.

### Congreso Nacional de Intendentes
La reforma constitucional de 1997 institucionalizó el Congreso Nacional de Intendentes, procurando coordinar políticas departamentales y de descentralización.

## Municipios

Municipios de Uruguay en 2020.

Hasta el año 2009 inclusive, las Intendencias reunían competencias a nivel departamental y municipal, por lo que la denominación de cada ejecutivo departamental era "Intendencia Municipal".
Por la ley N.º 18.567 del 13 de septiembre de 2009 se creó un tercer nivel de gobierno y administración llamado municipio (informalmente se conocen también como "alcaldías"). Los municipios se utilizan en doble sentido: como órgano de gobierno local y como la jurisdicción territorial donde se establecen estos gobiernos locales. Están gobernados por órganos de cinco miembros. El presidente del órgano recibe el nombre de "alcalde" y los demás miembros el de "concejales". Los miembros se eligen por voto directo de la ciudadanía en la misma oportunidad en la que se eligen los Intendentes y las Juntas Departamentales.
La ley estableció que habrá municipios en toda población de al menos dos mil habitantes. Sin embargo, por una enmienda posterior (ley N.º 18.644 del 12 de febrero de 2010), se estableció que en 2010 se instalasen municipios en todas las localidades de más de 5000 habitantes, totalizando 89, creándose los restantes a partir de 2015, llegando a 112; aumentando a 125 en 2020;y llevando el número total a 136 en 2025.